# 何凉
何凉（？—？），號鸞西，四川重庆府合州人。明朝政治人物。

## 生平
易二房，戊午四月二十四日生。四川鄉試五十四名舉人，天啓二年（1622年）壬戌科会试三百二十五名，三甲五十二名進士。吏部观政，本年授浙江上虞知县，养病。